# ApowerMirror
ApowerMirrorは、Apowersoft社が開発した画面ミラーリング用のソフトウェアである。

## 概要
ApowerMirrorは画面ミラーリングアプリで、Windows、macOS、iOS、Androidなど様々なデバイス間で画面をリアルタイムに高画質で共有することができる。

## 機能

### スマホ画面をミラーリング
スマホの画面をスマホ・パソコン・テレビに出力可能。

### パソコン画面をミラーリング
パソコンの画面をパソコン・スマホにミラーリングできる。

### スマホ画面録画・キャプチャー
静止画キャプチャー（PNG）、デバイス画面の録画（MP4 / WMV / AVI / GIF）が可能。

### パソコンからスマホを制御
パソコンからマウスとキーボードでAndroid端末を遠隔制御できる。

### クラウドミラーリング
ミラーリングする両デバイスは同じWi-Fiネットワークに接続しなくても、遠距離でのクラウドミラーリングが可能。

## 特徴
- 高画質で画面を表示（2K対応）
- USBで接続可能(Android・iOS対応)[5]
- Wi-Fi経由で接続可能[6]

## 動作環境
- iOS 9.0及びその以降
- Android 5.0及びその以降
- スマートテレビAndroid 4.4及びその以降[5]
- Windows 7及びその以降
- macOS 10.9及びその以降